# Antonin Clerc
Pour les articles homonymes, voir Clerc.
Antonin Clerc, né le 18 décembre 1871 à Paris et mort le 6 septembre 1954 à Outreau, est un médecin et professeur français, spécialiste en cardiologie, membre de l'Académie nationale de médecine et officier de la Légion d'Honneur.

## Biographie

### Jeunesse et vie privée
Antonin Clerc est né au No 61 de la rue Monceau à Paris dans le 8e arrondissement, de Camille Clerc (négociant) et Marie-Françoise Depret.
Il se marie le 17 juillet 1898 à Outreau avec Jaqueline Mithilde dite Suzanne Adam, fille du maire outrelois Hippolyte Adam, avec laquelle il aura deux filles : Hélène (née le 14 juin 1899) et Jacqueline (née le 1er janvier 1902).
Sa fille Hélène a été mariée avec Henri Maspero, avec qui elle a eu deux enfants : Jean Maspero et François Maspero. Henri et leur fils Jean, résistants sont morts pendant la Seconde Guerre mondiale, Henri en déportation, et Jean, membre des FTP, au combat. Seule Hélène est revenue des camps de concentration. François trop jeune et épargné est, lui, recueilli pendant la guerre par sa tante Jacqueline. 
Sa fille Jacqueline épousa André Ceillier psychiatre expert auprès des tribunaux avec qui elle a eu deux enfants Philippe Ceillier, né le 14 mai 1930, éditeur, mort en 2005, et Michel Ceillier, né le 1er avril 1931, pilote de chasse, colonel de l’armée de l’air.

### Carrière médicale
Interne des Hôpitaux en 1897, il fut l'élève de Pierre Merklen, de Barié, de Klippel, d'Achard, de Xetter, de Roger et de Vaquez.
Il soutient sa thèse en 1902 sur la "Contribution à l'étude de quelques ferments solubles du sérum sanguin".
Il devient le collègue de Achard, de Vaquez, de Bezançon, en tant que médecin des hôpitaux en 1910.
Il est chef du laboratoire de la place d’Épinal en 1915, adjoint technique et médecin consultant de la 21e région en 1916, médecin chef de la clinique des gazés en 1918 et médecin de l'hôpital Lariboisière en 1920.
Il est nommé agrégé en 1920 et professeur de clinique médicale à la Pitié en 1934.
Président honoraire des Sociétés de cardiologie et d'hématologie, ancien vice-président de la Société de biologie, il est docteur honoris causa de l'Université de Laval, membre de l'Académie de médecine de New York et membre d'honneur des Sociétés de cardiologie d'Argentine et de Tchécoslovaquie.
Antonin Clerc est élu membre de l'Académie de médecine pour la section de médecine le 30 novembre 1935.

### Publications scientifiques
Antonin Clerc a publié des travaux dans le domaine de la cardiologie, en pathologie médicale générale, en biologie et en thérapeutique.
Après sa thèse sur les ferments solubles du sérum sanguin, il met en relief certaines maladies des organes hématopoïétiques en isolant plusieurs syndromes ganglionnaires et spléniques mal connus.
Il centre ensuite son activité sur la pathologie cardiovasculaire. Il étudie successivement : les affections valvulaires, les malformations congénitales, l'angine de poitrine coronarienne et surtout les arythmies. Il publie notamment sur les extrasystoles, la tachycardie paroxystique, la dissociation auriculo-ventriculaire, le pouls alternant, l'arythmie complète et décrit l'anarchie ventriculaire. Il réunit tous ces travaux dans un livre intitulé « Les arythmies en clinique » qui paraît en 1925.
En 1929, il publie son Précis des maladies du cœur et des vaisseaux (2e édition en 1955). Souhaitant compléter  ces études cliniques par le contrôle expérimental, il fréquente les laboratoires de biologie et publie avec C. Pezzi sur l'appareil cardio-inhibiteur et les voies de conduction du cœur de lapin ; sur le rythme septal ; sur la ligature expérimentale des coronaires ; sur l'action de la nicotine sur le cœur isolé de quelques mammifères ; sur l'action, enfin, de la quinine, de la quinidine et de leurs isomères chez l'animal et chez l'homme.

### Amateur d'art: peintures, musique, botanique
Son activité scientifique l'oriente vers l'art en médecine, comme en témoignent ses publications sur l'examen des Fresques de Mantegna à Mantoue, le nanisme en Peinture, l'iconographie de la pendaison de Judas. Il avait visité tous les musées d'Europe.
Il avait rencontré dans sa jeunesse Tchaïkovski et Fauré. Il aurait été auteur de compositions.
Enfin, amateur de botanique et d'entomologie, il avait arborisé sa demeure secondaire à Outreau et s'était spécialisé dans l'étude des curculionidés, dont il s'était constitué une des plus belles collections connues. Ainsi qu’au domaine du Layet près du Lavandou qu’il affectionnait de fréquenter également.

## Le Professeur Clerc à Outreau
Le professeur Antonin Clerc avait à Outreau une résidence secondaire construite vers 1850 par le Docteur Pierre Perrochaud, grand-père maternel de son épouse Suzanne Adam (fille du maire d'Outreau Hippolyte Adam et de Marie Pauline Amélie Perrochaud). Après la seconde guerre mondiale, les gens avaient renommé la villa Perrochaud le château Clerc, bien que le petit-fils François Maspero signale n'avoir jamais entendu le terme de château dans son roman Des saisons au bord de la mer.
La résidence était au 40 route d'Equihen, renommée rue André Pantigny en 1980.
Elle fut détruite dans les années 1960 et remplacée en 1966 par un collège d'enseignement technique puis lycée professionnel nommé lycée Professeur Clerc. Le lycée a conservé une partie des arbres plantés par le Antonin Clerc ; un d'entre eux est actuellement dans un cabinet médical situé au 20 de la rue André Pantigny.
À proximité du lycée, une rue d'Outreau porte également le nom de rue du Professeur-Clerc.

## Distinctions
- Officier de la Légion d'honneur